# Uncharted 3: Drake's Deception
Uncharted 3: Drake's Deception is een third-person-platformspel, ontwikkeld door Naughty Dog en uitgegeven door Sony Computer Entertainment. Het is het derde spel in de Uncharted-serie en is het vervolg op Uncharted: Drake's Fortune en Uncharted 2: Among Thieves. Het kwam op 1 november 2011 uit in de Verenigde Staten, op 2 november in Europa en Japan en op 3 november in Australië.

## Verhaal
Nathan "Nate" Drake en Victor "Sully" Sullivan zijn op weg naar een pub in Londen voor een ontmoeting met ene Talbot, die geïnteresseerd is in de aankoop van Nates ring, die afkomstig is van zijn voorvader Sir Francis Drake. Nate en Sully komen erachter dat Talbot hen met valse bankbiljetten wil betalen en er ontstaat een gevecht. Buiten de kroeg worden Nate en Sully in het nauw gedreven door Charlie Cutter, Talbots bondgenoot. 
Talbots opdrachtgever, Katherine Marlowe, verschijnt en steelt Drakes ring, vervolgens schiet Charlie Sully en Nate neer. Er volgt een flashback, 20 jaar terug, waarin de 14-jarige Nathan Drake in een museum in Cartagena, Colombia, op zoek gaat naar Sir Francis Drakes ring. Hij ontmoet daar Sully, die samenwerkt met Marlowe om ook de ring te zoeken. Wanneer Nate 's avonds teruggaat om de ring te stelen, wordt hij gevangengenomen door Marlowe en haar handlangers, maar Sully redt Nate van de agenten en neemt de jongen op als zijn protegé.
Terug in het heden blijkt dat de bijeenkomst in scène is gezet door Nate en Sully om Marlowe op het spoor te komen, en dat Cutter een vriend van hen is. Met de hulp van Chloe Frazer lukt het om Marlowes auto te traceren, die naar een ondergrondse bibliotheek leidt. In de bibliotheek slagen ze erin om T.E. Lawrences notitieboek en een kaart met een geheime reis van Francis Drake naar Arabië te vinden, waar hij in opdracht van koningin Elizabeth de verloren stad van Ubar moest zoeken. Uit het notitieboek en de kaart leidt Nate af dat verdere aanwijzingen over Ubar te vinden zijn in een Frans kasteel en in een Syrische citadel. Nate en Sully gaan naar het oosten van Frankrijk en zoeken naar het lang verlaten kasteel in een dicht bos. Ze vinden een helft van een amulet in een crypte, maar worden overvallen door Talbot, die het amulet meeneemt en het kasteel in brand zet. Nate en Sully ontsnappen en gaan snel naar Syrië, omdat ze vermoeden dat Talbot ook Chloe en Cutter in de val wil lokken.
In Syrië komen Nate en Sully Chloe en Cutter tegen, die hebben ontdekt dat Marlowe het hoofd is van dezelfde orde waartoe Francis Drake behoorde, een groep die de macht probeert te krijgen door gebruik te maken van de angsten van hun vijanden. De groep vindt de tweede crypte en daarin andere helft van de amulet, die laat zien dat de volgende aanwijzing is te vinden in een tombe in Jemen. Niet veel later duiken Marlowe en zijn mannen op in de citadel. Cutter breekt zijn been als het viertal uit de citadel vlucht. Nate en Sully laten Cutter en Chloe achter en vertrekken naar Jemen.
In Jemen proberen Nate en Sully met de hulp van Elena Fisher de tombe te lokaliseren en te betreden. Hier ontdekken ze de locatie van de verloren stad in de uitgestrekte Rub'al Khali woestijn. Eenmaal terug boven wordt Nate beschoten met een pijltje dat voor hallucinaties zorgt en dwaalt af. Als hij weer bijkomt is hij buiten een café met Marlowe en Talbot, waar Marlowe Nate zover probeert te krijgen om de locatie van Ubar te onthullen. Wanneer Talbot de locatie van Sully doorkrijgt, zet Nate de achtervolging in en volgt hij Talbot door de stegen en straten in de stad, maar wordt uiteindelijk bewusteloos geslagen en ontvoerd door Ramses, een piraat die voor Marlowe werkt. Ramses dwingt Nate om informatie over Iram van de pijlers te geven door te zeggen dat ze Sully gevangen hebben genomen. Nate ontsnapt uit zijn gevangenschap en gaat op zoek naar Sully op het door piraten bezette cruiseschip. Echter, Nate ontdekt dat Ramses gelogen heeft over Sully en de piraat probeert vervolgens het schip te laten zinken. Voordat Nate kan ontsnappen schiet Ramses een groot raam kapot, waardoor het omgevallen schip overstroomt en Ramses sterft, terwijl Nate nog net weet te ontsnappen.
Wanneer Nate in Jemen aanspoelt wordt hij herenigd met Elena, die hem informeert dat Sully inderdaad gevangen is genomen door Marlowes mannen en dat ze een konvooi in de Rub'al Khali voorbereiden en Sully gedwongen wordt om hen naar Ubar te leiden. Ze besluiten om een reddingspoging uit te voeren door stiekem op een vrachtvliegtuig mee te gaan die voor extra spullen voor Marlowes konvooi moet zorgen. Nate infiltreert met succes het vliegtuig, maar wordt ontdekt door Marlowes mannen, waardoor er een shoot-out ontstaat, die resulteert in een enorme decompressie die het vliegtuig uit elkaar scheurt. Nate is in staat om veilig in de woestijn te landen door het grijpen van een lading pallets en het uitvouwen van de daaraan bevestigde parachute. Nadat hij enige tijd door de woestijn heeft gezworven, wordt Nate gered door een troep mannen te paard onder leiding van Salim. Op het kamp van Salim en zijn mannen krijgt Nate te horen dat de stad Ubar duizenden jaren geleden was verdoemd door koning Salomo, toen hij een kwade Djinn gevangennam in een koperen vat dat ze in het hart van de stad in het water gooiden. Salim stemt ermee in om Nate te helpen en leidt hem naar het konvooi, waar ze Sully redden. In een zandstorm raken Nate en Sully hun gids Salim kwijt voordat ze aankomen bij de poorten van Ubar.
Bij binnenkomst van Ubar komen Nate en Sully bij een waterfontein waar Nate uit drinkt. Plotseling verschijnt Talbot en schiet Sully neer. Overmand door woede over de dood van Sully zet Nate de achtervolging in en komt hij uit bij het meer van Marlowes mannen, die bezeten lijken te zijn door de Djinn. Nate komt uiteindelijk weer bij zijn positieven en ontdekt dat Sully nog leeft. Het ware mysterie van wat er met de mensen van Ubar duizenden jaren geleden is gebeurd wordt duidelijk: toen koning Salomo het koperen schip in de diepte van de put onder de stad wierp, werd het water besmet met een krachtig hallucinerend middel, dat ervoor zorgde dat Nate dacht dat Sully werd doodgeschoten.
Nate beseft dat koningin Elizabeth Francis Drake had gestuurd om uit te vinden om meer macht te krijgen, maar toen Francis Drake hierachter kwam blies hij de missie af en loog hij dat hij niets had gevonden. Nate en Sully gaan door de stad om te zoeken naar Marlowe en Talbot, die met behulp van een lier proberen het koperen vat uit het water te trekken. 
Nate en Sully vernietigen de lier, waardoor de stad om hen heen begint in te storten. Wanneer Nate en Sully tijdens het vluchten Marlowe en Talbot tegen het lijf lopen, stort de vloer in, waardoor Marlowe in drijfzand terechtkomt. Ondanks Nates poging om haar te redden zakt Marlowe weg in het drijfzand waardoor ze sterft. Hierbij gaat Drakes ring verloren. Nate en Sully vluchten daarna weer verder. Talbot duikt niet veel later op, wat op een gevecht uitdraait met Nate. Talbot valt uiteindelijk in de afgrond als Nate hem neerschiet. Salim redt Nate en Sully nog net voordat de stad in het woestijnzand verdwijnt.
Als Nate en Sully terugkeren naar de luchthaven in Jemen geeft Sully Nates trouwring terug, die hij in het geheim veilig bewaard heeft toen Nate en Elena waren gescheiden. Wanneer Elena zich bij hen voegt, heeft Nate zijn trouwring weer om en laat hij hem zien aan Elena. De twee omhelzen elkaar met de belofte van een nieuwe start en de drie vliegen terug naar huis in Sully's nieuwe zeevliegtuig.

## Muziek
De soundtrack werd gecomponeerd door Greg Edmonson. De soundtrack werd op 15 november 2011 uitgebracht op CD, onder het label Sony Interactive Entertainment.

## Rolverdeling
| Acteur             | Personage               |
| ------------------ | ----------------------- |
| Nolan North        | Nathan 'Nate' Drake     |
| Richard McGonagle  | Victor "Sully" Sullivan |
| Rosalind Ayres     | Katherine Marlowe       |
| Claudia Black      | Chloe Frazer            |
| Robin Atkin Downes | Talbot                  |
| Graham McTavish    | Charlie Cutter          |
| Emily Rose         | Elena Fisher            |
| TJ Ramini          | Salim                   |
| Billy Unger        | 14-jarige Nathan Drake  |

## Ontvangst
| Recensiescore             | Recensiescore |
| Recensieverzamelaar       | Score         |
| ------------------------- | ------------- |
| Metacritic                | 92%           |
| Publicist                 | Score         |
| 1UP.com                   | A*            |
| Computer and Video Games  | 9,5           |
| Destructoid               | 10            |
| Electronic Gaming Monthly | 9             |
| Eurogamer                 | 8             |
| Famitsu                   | 35/40         |
| Game Informer             | 9,5           |
| GameSpot                  | 9             |
| IGN                       | 10            |
| Power Unlimited           | 94/100        |

Uncharted 3: Drake's Deception ontving zeer positieve recensies. Men prees het grafische gedeelte, het verhaal en de stemacteurs. Kritiek was er op het gebrek aan vrij te spelen elementen in singleplayer-modus en enkele technische problemen.
Op aggregatiewebsite Metacritic heeft het spel een verzamelde score van 92%.

## Trivia
- Het spel is opgenomen in het boek 1001 Video Games You Must Play Before You Die van Tony Mott.